# Okręg wyborczy Reigate
Okręg wyborczy Reigate – okręg wyborczy powstały w 1295 r. Z tego okręgu delegował do angielskiej, a następnie brytyjskiej, Izby Gmin dwóch deputowanych. W 1832 r. liczbę mandatów przypadających na okręg zmniejszono do jednego. Okręg został zlikwidowany w 1868 r. z powodu korupcji wyborczej, ale przywrócono go w 1885 r. Obejmuje on miasto Reigate w hrabstwie Surrey.

## Deputowani do brytyjskiej Izby Gmin z okręgu Reigate

### Deputowani w latach 1660–1832
- 1660–1661: John Hele
- 1660–1673: Edward Thurland
- 1661–1681: Roger James
- 1673–1679: John Werden
- 1679–1679: Deane Goodwin
- 1679–1685: Ralph Freeman
- 1681–1685: Deane Goodwin
- 1685–1689: John Werden
- 1685–1689: John Parsons
- 1689–1690: Roger James
- 1689–1690: Thomas Vincent
- 1690–1698: John Parsons
- 1690–1698: John Parsons
- 1698–1707: Stephen Hervey
- 1698–1701: Edward Thurland
- 1701–1717: John Parsons
- 1707–1710: James Cocks
- 1710–1713: John Ward
- 1713–1747: James Cocks
- 1717–1720: William Jordan
- 1720–1722: Thomas Jordan
- 1722–1739: Joseph Jekyll
- 1739–1741: John Hervey
- 1741–1747: Philip Yorke
- 1747–1784: Charles Cocks
- 1747–1768: Charles Yorke
- 1768–1784: John Yorke
- 1784–1789: William Bellingham
- 1784–1787: Edward Leeds
- 1787–1790: Reginald Pole-Carew
- 1789–1790: Samuel Hood
- 1790–1806: John Somers Cocks
- 1790–1806: Joseph Sydney Yorke
- 1806–1806: Philip James Cocks
- 1806–1812: Edward Charles Cocks
- 1806–1808: Philip Yorke, wicehrabia Roystone
- 1808–1818: James Cocks
- 1812–1818: John Cocks
- 1818–1831: Joseph Sydney Yorke
- 1818–1823: James Somers Cocks
- 1823–1831: James Cocks
- 1831–1832: Joseph Yorke
- 1831–1832: Charles Yorke, torysi

### Deputowani w latach 1832–1868
- 1832–1841: John Somers-Cocks, wicehrabia Eastnor
- 1841–1847: Charles Somers-Cocks, wicehrabia Eastnor, wigowie
- 1847–1857: Thomas Somers-Cocks
- 1857–1858: William Hackblock
- 1858–1858: Henry Creswicke Rawlinson
- 1858–1863: William Monson
- 1863–1868: Granville William Gresham Leveson-Gower

### Deputowani po 1885
- 1885–1892: James Lawrence
- 1892–1906: Henry Cubitt, Partia Konserwatywna
- 1906–1910: Harry Brodie
- 1910–1918: Richard Rawson, Partia Konserwatywna
- 1918–1931: George Cockerill
- 1931–1950: Gordon Touche, Partia Konserwatywna
- 1950–1970: John Vaughan-Morgan, Partia Konserwatywna
- 1970–1974: Geoffrey Howe, Partia Konserwatywna
- 1974–1997: George Gardiner, Partia Konserwatywna
- 1997– : Crispin Blunt, Partia Konserwatywna